# Contrapposto

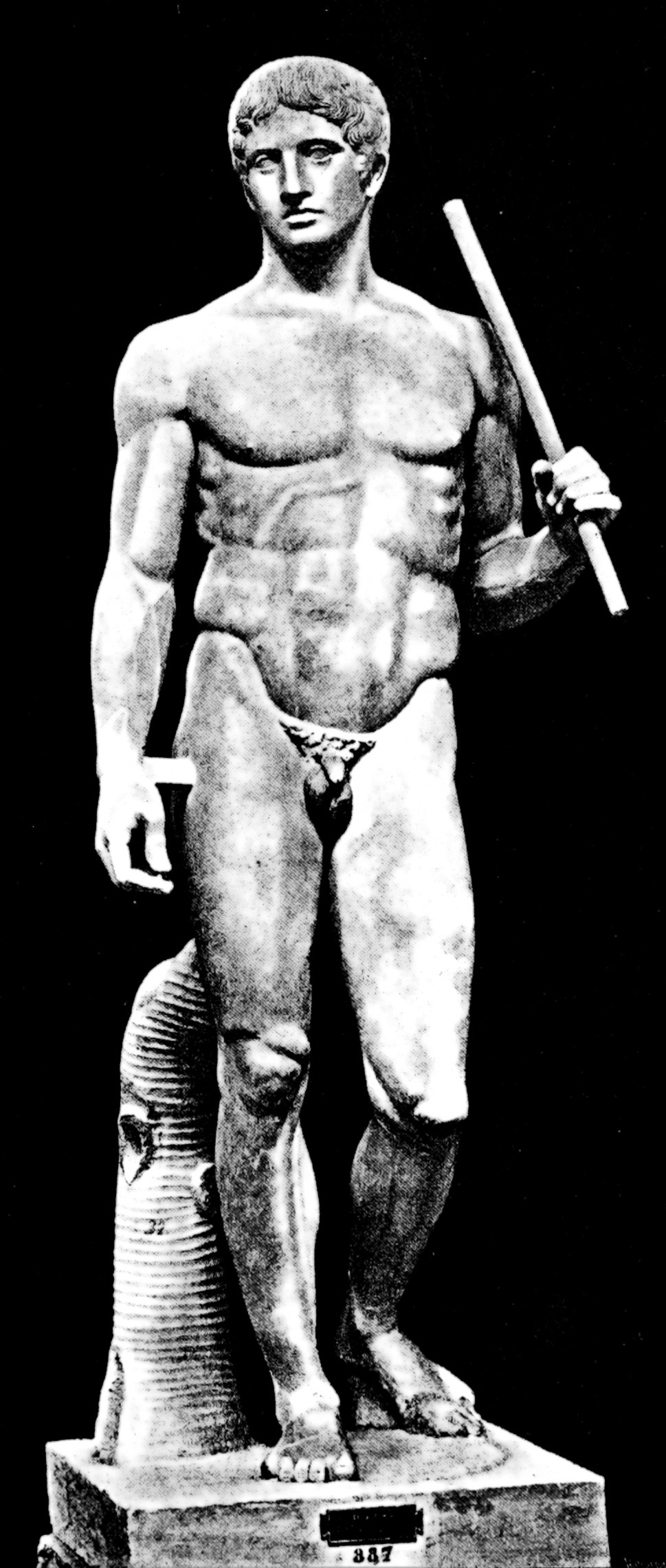
O Doríforo, do escultor grego Policleto, exemplo clássico do contrapposto - cópia romana em bronze.

O contrapposto clássico é um termo utilizado em escultura para assinalar uma forma de representação humana que busca a naturalidade, em contraposição às representações rígidas e artificiais presentes na escultura até então. Essa característica, inovação grega, é constituída pela distribuição harmônica e natural do peso da figura representada em pé, com uma perna flexionada e a outra sendo a principal sustentação desse peso. Assim, a figura adquire um caráter de movimento natural tanto de frente quanto de lado, necessitando também de uma base específica sobre a qual age.
O exemplo clássico do contrapposto é a estátua do Doríforo, do escultor grego Policleto, esculpida no século V a.C. A famosa estátua da Prima Porta, retratando o imperador César Augusto, é uma derivação dessa estátua, considerada no mundo antigo como um exemplo de perfeição da figura humana.
O contrapposto clássico foi retomado na Renascença italiana por Michelangelo, Donatello e Leonardo Da Vinci.